# 罗贝尔托
罗贝尔托（法語：Robertot，法語發音：[ʁɔbɛʁto]）是法国滨海塞纳省的一个市镇，属于鲁昂区。

## 地理
罗贝尔托（49°43'9"N, 0°41'49"E）面积2.45 平方千米，位于法国诺曼底大区滨海塞纳省，该省份为法国北部沿海省份，其西部及北部濒大西洋英吉利海峡，东起顺时针与索姆省、瓦兹省、厄尔省和卡爾瓦多斯省接壤。
与罗贝尔托接壤的市镇（或旧市镇、城区）包括：科地区埃里库尔、索梅尼勒。

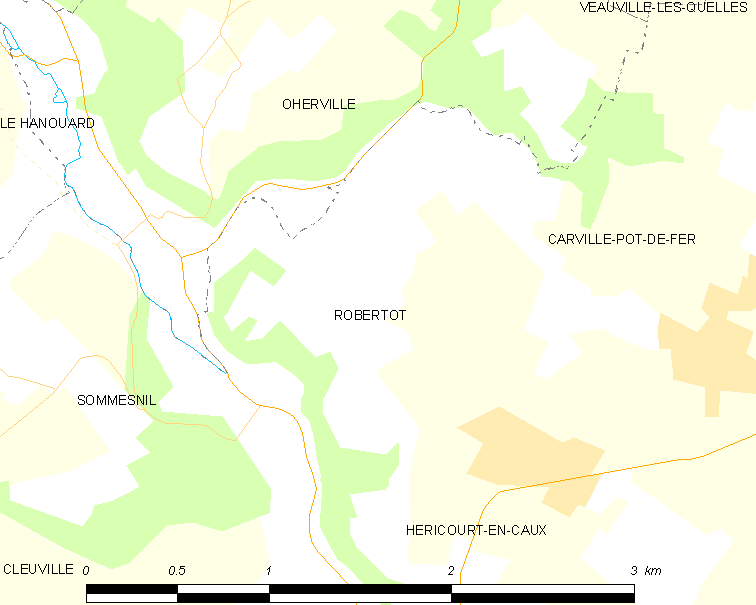
罗贝尔托的OSM定位图

罗贝尔托的时区为UTC+01:00、UTC+02:00（夏令时）。

## 行政
罗贝尔托的邮政编码为76560，INSEE市镇编码为76530。

## 政治
罗贝尔托所属的省级选区为伊沃托县。

## 人口

1962-2008年间罗贝尔托人口变化图示

罗贝尔托于2022年1月1日时的人口数量为217人。